# Sun Shang Xiang
Lady Sun, más conocida como Sun Shangxiang en el mundo de la ópera china, fue una mujer de la nobleza que vivió durante la dinastía Han del Este. Era la única hija del señor de la guerra, Sun Jian con lady Wu y la hija menor de cinco hermanos, de los cuales los más famosos son los dos mayores, Sun Ce y Sun Quan, señores del Reino Wu oriental durante el período de los Tres Reinos en China.

## Primeros años
Su padre tuvo otras dos hijas con concubinas, ambas mayores que ella. Una de esas hijas se casó con Liaoming y respetó en gran medida las habilidades de Zhuge Jin. La otra nació de la unión entre Sun Jian y alguna Lady Chen, quien posiblemente eran una concubina. Esta hija se casó con Pan Mi.
Aunque en la historia nunca se ha escrito el verdadero nombre de Lady Sun o el de sus dos hermanas, en las leyendas se la conoce como Sun Shang Xiang. Era una mujer con una personalidad fuerte y esto se demostró en muchos eventos de su vida. La bibliografía de Fa Zheng dice que Sun Shang Xiang tenía el coraje y la energía de sus hermanos. En el año 209 DC., Sun Shang Xiang fue entregada a Liu Bei como esposa para sellar la alianza entre Wu oriental y Shu Han. En aquel momento, Lady Sun tenía veinte años pero debido al matrimonio la correspondió a ella cuidar del hijo y heredero de Liu Bei, Liu Shan. Esto se debe a que las otras dos esposas de Liu Bei habían muerto por causas naturales. Se dice que debido a que Sun Shang Xiang estaba rodeada de cien damas de compañía, las cuales todas eran más que capaces de utilizar armas, Liu Bei tenía miedo cada vez que iba a visitarla. No se conoce ningún hijo entre ellos dos.
Dos años después, sin embargo, la tensión de la alianza entre Wu y Shu era palpable debido a disputas sobre el dominio de Jingzhou. Fue en ese año cuando Sun Shang Xiang retornó a la corte de su hermano. De acuerdo con la bibliografía de Zhao Yun, Lady Sun intentó llevarse a Liu Shan con ella, pero fue detenida por el mismo Zhao Yun y por Zhang Fei. Debido a la negación de los dos generales, Lady Sun tuvo que entregarles el joven heredero antes de poder partir a Jiangdong. Fue debido a este último evento por lo que el matrimonio y la alianza terminaron definitivamente. Sun Shang Xiang no volvió a ver a Liu Bei, y nunca volvió a casarse.

## EnRomance de los Tres Reinos
En la novela histórica Romance de los Tres Reinos, Sun Shang Xiang recibe el nombre de Sun Ren. El personaje de la novela es muy fiera y determinada, aunque en las notas a pie de página de la novela se establece que ella era considerada un objeto para pactar con Liu Bei, y que los oficiales de este tenían que vigilarla para asegurarse que no hiciera locuras.
En la novela, el señor de Wu oriental, Sun Quan, invita a Liu Bei, señor de Jingzhou, a viajar a Wu, diciéndole que el propósito de su visita es entregarle a Sun Shang Xiang y fortalecer la alianza. Pero la proposición de matrimonio resulta una trampa letal preparada por el estratega Zhou Yu. El plan era asegurarse que Liu Bei iba a Wu desarmado, y luego todos se volverían en contra de él y le capturarían. A cambio, Wu pediría Jingzhou como rescate. Por suerte, Liu Bei es avisado del complot y huye junto a Sun Shang Xiang de vuelta a Shu. Pero en el camino de vuelta son detenidos por guardias Wu que tienen órdenes de apresar a Liu Bei a toda costa. La decisión de Sun Shang Xiang de luchar en contra de su propia gente y permanecer leal a su marido es lo que permite a la pareja escapar. Sun Shang Xiang se enamora de Liu Bei después de esto.
Después de que su plan fallase, Sun Quan extiende falsos rumores de que la madre de Sun Shang Xiang, Lady Wu, está mortalmente enferma, y que tiene el último deseo de ver por última vez a su hija y de conocer a su nieto adoptivo, Liu Shan. Sun Quan planea capturar a Liu Shan y pedir a Jingzhou como rescate. Sun Shang Xiang, trata de ir con su hijastro pero Zhao Yun bloquea el camino y lleva de vuelta a Liu Shan. Sin dejarse desanimar, Sun Shang Xiang viaja a Wu oriental, donde permanecerá durante el resto de su vida hasta que se entera de que Liu Bei ha muerto en la batalla de Yilind. Cuando esto ocurre, Sun Shang Xiang cabalga hacia un bosque, donde se tira a un río. No hay datos históricos de este evento.